# Batalla de Jamrud
La batalla de Jamrud (División de Peshawar, Pakistán) fue un enfrentamiento bélico entre el Emirato de Afganistán y el Imperio Sij llevado a cabo el 30 de abril de 1837. Este conflicto fue el último esfuerzo realizado por el emir afgano Dost Mohammed Khan para recuperar la ciudad de Peshawar, ya que dicha urbe había sido la antigua capital afgana de invierno. Las fuerzas afganas se enfrentaron a las fuerzas sij en la localidad de Jamrud. El ejército sij guarnecido pudo lograr contener a las fuerzas afganos hasta que llegaron refuerzos sij para su relevo.

## Fondo
La batalla de Jamrud se libró entre los sijs bajo las órdenes de su líder el Maharajá Ranjit Singh contra los afganos liderados por el Emir Dost Mohammed Khan. Tras la consolidación del Imperio sij en la región del Punjab, el Maharajá Ranjit Singh había iniciado una ola de invasiones en los territorios controlados por los afganos. Los afganos habían estado perdiendo sus territorios ocupados durante mucho tiempo por los sijs durante los años anteriores debido a conflictos internos, y habían visto cómo su otrora poderoso imperio se encogía poco a poco con la pérdida de la región de Punjab, Multán, Cachemira, Derajat (Sulaimán), Hazara, Balakot, Attock, Peshawar y Jamrud.

## Batalla
Hacia fines de 1836, Sardar Hari Singh Nalwa atacó y capturó el pequeño pero muy estratégico pueblo fortificado de Jamrud, situado en el lado sur de una cadena montañosa en la desembocadura del paso de Khyber. Con la conquista de Jamrud, la frontera del Imperio sij ahora bordeaba la frontera de Afganistán.
En 1837, el ejército sij estuvo en Lahore para la boda de Kanwar Nau Nihal Singh, nieto de Maharajá Ranjit Singh. El emir de Afganistán, Dost Mohammed Khan, acompañado por cinco de sus hijos, se apresuró con su ejército para expulsar a los sijs de Peshawar. El general sij, Sardar Hari Singh Nalwa, murió en la batalla. Muchos testigos presenciales afirmaron que Nalwa ordenó que colgaran su cadáver fuera del fuerte antes de morir, lo que disuadió a los afganos de atacar, creyendo que Nalwa todavía estaba vivo. Sin embargo, la guarnición sij continuó luchando hasta que llegaron refuerzos sij de Lahore y expulsaron a los afganos. La batalla terminó cuando los afganos se retiraron a Kabul.

## Resultado
Hari Singh resultó fatalmente herido y luego murió a causa de las heridas. Los afganos no pudieron ocupar el fuerte, ni pudieron apoderarse de Peshawar o Jamrud. El resultado de la batalla se disputa entre los historiadores. Algunos sostienen que el fracaso de los afganos en tomar el fuerte y la ciudad de Peshawar o la ciudad de Jamrud es una victoria para los sijs. Por otro lado, algunos afirman que el asesinato de Hari Singh Nalwa resultó en una victoria afgana. James Norris, profesor de ciencias políticas en la Universidad Internacional Texas A&M, afirma que el resultado de la batalla no fue concluyente.